# Naturschutzgebiet Strickherdicker Bachtal

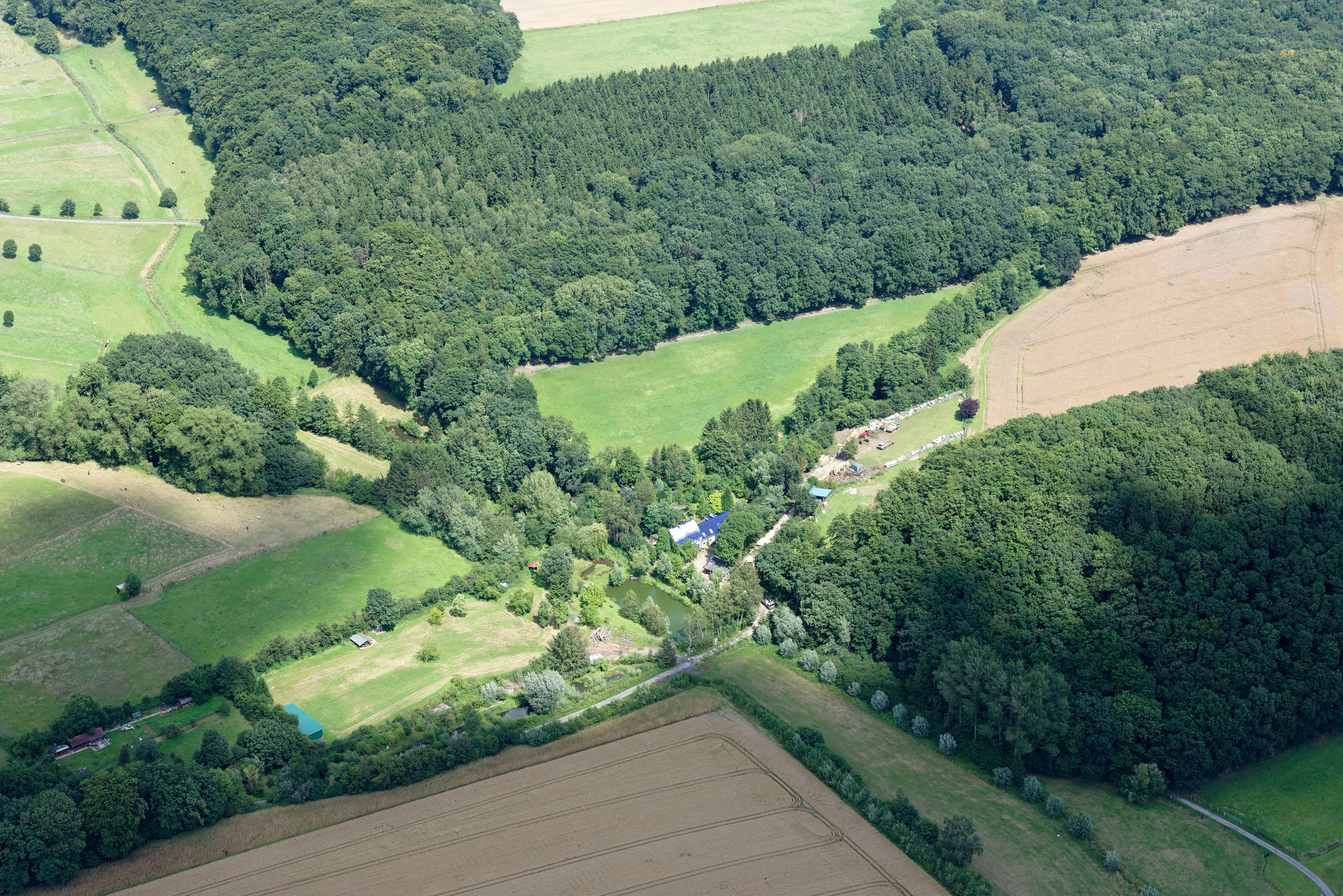
Luftbild, 2015

Das Naturschutzgebiet Strickherdicker Bachtal ist ein 22,8 ha großes Naturschutzgebiet entlang des Strickherdicker Bachs bei Strickherdicke, Fröndenberg, Kreis Unna. Es liegt unmittelbar auf der östlichen Seite der Bundesstraße B 233. Es befindet sich im Bereich des Ardeygebirges nördlich der Ruhr.